# Paul Blissett
Paul Blissett (* 1945 in Ottawa, Kanada) ist ein kanadischer Musiker und Produzent.

## Musikalischer Werdegang
Paul Blissett wurde in Ottawa, Ontario, geboren und lebt heute noch dort. Bereits als 16-Jähriger spielte er in örtlichen Pubs bekannte Melodien auf der Gitarre. Als Leadgitarrist tauchte er danach in einigen Bands auf. 2007 stellte er sein erstes Soloalbum Fire and Soul vor, das bereits seine musikalische Philosophie verdeutlicht: er wählte die E-Gitarre passend zum Musikstück und kümmerte sich selbst um die Begleitung und die Aufnahmetechnik bis hin zur Endproduktion. Die musikalischen Einflüsse reichen vom Rock ’n’ Roll bis zum Blues. 2014 war er bei den Artists in Music Awards in der Kategorie „Best Blues Artist“ nominiert.

## Repertoire
Blissett spielt vorrangig selbst arrangierte Coverversionen bekannter Stücke wie „Blueberry Hill“, „Apache“ oder „Silent Night“ („Stille Nacht, heilige Nacht“). Auf dem Album Luna erschienen erstmals auch eigene Kompositionen: Shinky Blues, The Groove sowie der Titelsong Luna.

## Alben
- Fire and Soul (2007; PMB Music)
- Guitar Christmas (2010; PMB Music)
- Luna (2012; PMB Music)